# Tschara (Fluss)
Die Tschara (russisch Чара) ist ein 851 Kilometer langer linker Nebenfluss der Oljokma in Ostsibirien (Russland, Asien).

## Verlauf
Die Tschara entfließt dem in 975 m Höhe an der Südflanke des über 3000 m hohen Kodargebirges gelegenen See Bolschoje Leprindo (Großer Leprindosee) im Norden der Region Transbaikalien. Sie durchfließt stark mäandrierend in nordöstlicher Richtung die Obere Tscharasenke, ein Becken, das sich über mehr als 100 Kilometer zwischen dem Kodargebirge im Norden und dem nur wenig niedrigeren Kalargebirge im Süden erstreckt. Hier passiert die Tschara die sogenannten Tschara-Sande (Tscharskije peski), ein 37 km² großes Sanddünengebiet.
Später wendet sich der Fluss in nördliche bis nordwestliche Richtung und durchschneidet viele Stromschnellen bildend den Hauptkamm der Kodargebirges. Im weiteren Verlauf durchfließt die Tschara in weiten Bögen die Mittelgebirgslandschaft am Ostrand des Patomhochlandes und erreicht die Oblast Irkutsk.
Im Unterlauf, nun bereits in der Republik Sacha (Jakutien), wendet sich der Fluss wieder in östliche Richtung und mündet schließlich etwa 25 Kilometer südöstlich von Oljokminsk in 126 m Höhe in den Unterlauf der Oljokma, nur etwa 25 Kilometer oberhalb deren Mündung in die Lena.
Wichtigste Nebenflüsse sind Schuja (Länge 337 km) und Molbo (334 km) von links sowie der Tokko (446 km) von rechts.

## Hydrographie
Das Einzugsgebiet der Tschara umfasst 87.600 km². In Mündungsnähe erreicht der Fluss eine Breite von über 500 Meter bei einer Tiefe von über 4 Meter; die Fließgeschwindigkeit beträgt 1,2 m/s.
Die Tschara gefriert von Ende Oktober bis Mitte Mai und führt von Mai bis September Hochwasser. Die Wasserführung in Mündungsnähe beträgt im Jahresdurchschnitt etwa 900 m³/s, oberhalb der Mündung des Tokko noch 639 m³/s bei einem Minimum von 42 m³/s im März und einem Maximum von 2352 m³/s im Juni.

## Infrastruktur und Wirtschaft
Die Tschara ist auf 416 Kilometern ab der Einmündung der Schuja schiffbar.
Das von der Tschara durchflossene Gebiet ist insgesamt sehr dünn besiedelt. Am Oberlauf folgt die Baikal-Amur-Magistrale (BAM) auf etwa 100 Kilometern zwischen den Stationen Leprindo und Ikabja dem Fluss. Die Eisenbahnstrecke verläuft in unmittelbarer Nähe der Flussursprungs am Leprindosee und überquert ihn vor der Station und Siedlung städtischen Typs Nowaja Tschara (Streckenkilometer 1755 ab Taischet). In der Nähe liegt das Dorf Tschara, Verwaltungszentrum des Rajons Kalarski der Region Transbaikalien. Im BAM-Gebiet verlaufen auch praktisch die einzigen Straßen der von der Tschara durchflossenen Region.
Einige wenige Ortschaften gibt es erst wieder am Unterlauf des Flusses, darunter das Dorf Tokko oberhalb der Mündung des gleichnamigen Nebenflusses.
Nach der Tschara wurde das seltene Mineral bzw. begehrte Schmuckgestein Tscharoit benannt, das 1948 im Gebiet zwischen Tschara und Tokko entdeckt und erst ab den 1970er Jahren außerhalb der Sowjetunion bekannt wurde.
Im Bereich des oberen Einzugsgebietes der Tschara gibt es einige bedeutende Erzvorkommen, wie eine der weltgrößten Kupfererzlagerstätten (geschätzte 20 Millionen Tonnen Kupfer) im gleichnamigen Udokangebirge, der östlichen Fortsetzung des Kalargebirges.